# Prix littéraire de l'Abitibi-Témiscamingue
 (novembre 2023).
La mise en forme du texte ne suit pas les recommandations de Wikipédia : il faut le « wikifier ».
Les points d'amélioration suivants sont les cas les plus fréquents :
- Les titres sont pré-formatés par le logiciel. Ils ne sont ni en capitales, ni en gras.
- Le texte ne doit pas être écrit en capitales (les noms de famille non plus), ni en gras, ni en italique, ni en « petit »…
- Le gras n'est utilisé que pour surligner le titre de l'article dans l'introduction, une seule fois.
- L'italique est rarement utilisé : mots en langue étrangère, titres d'œuvres, noms de bateaux, etc.
- Les citations ne sont pas en italique mais en corps de texte normal. Elles sont entourées par des guillemets français : « et ».
- Les listes à puces sont à éviter, des paragraphes rédigés étant largement préférés. Les tableaux sont à réserver à la présentation de données structurées (résultats, etc.).
- Les appels de note de bas de page (petits chiffres en exposant, introduits par l'outil «  Source ») sont à placer entre la fin de phrase et le point final[comme ça].
- Les liens internes (vers d'autres articles de Wikipédia) sont à choisir avec parcimonie. Créez des liens vers des articles approfondissant le sujet. Les termes génériques sans rapport avec le sujet sont à éviter, ainsi que les répétitions de liens vers un même terme.
- Les liens externes sont à placer uniquement dans une section « Liens externes », à la fin de l'article. Ces liens sont à choisir avec parcimonie suivant les règles définies. Si un lien sert de source à l'article, son insertion dans le texte est à faire par les notes de bas de page.
- La présentation des références doit suivre les conventions bibliographiques. Il est recommandé d'utiliser les modèles {{Ouvrage}}, {{Chapitre}}, {{Article}}, {{Lien web}} et/ou {{Bibliographie}}. Le mode d'édition visuel peut mettre en forme automatiquement les références.
- Insérer une infobox (cadre d'informations à droite) n'est pas obligatoire pour parachever la mise en page.

Pour une aide détaillée, merci de consulter Aide:Wikification.
Si vous pensez que ces points ont été résolus, vous pouvez retirer ce bandeau et améliorer la mise en forme d'un autre article.
Le Prix littéraire de l'Abitibi-Témiscamingue est un prix littéraire québécois annuel.
Créé en 1973 par l'Université du Québec et la librairie Leméac, le prix est ouvert aux personnes domiciliées en Abitibi-Témiscamingue âgées d'au moins 18 ans. Le genre littéraire primé est déterminé chaque année par le Comité. Le prix est remis chaque année lors du Salon du livre de l'Abitibi-Témiscamingue.

## Lauréats
1973-1977 - non attribué
---
1978 - Pierrette Lafontaine, Et si de la fissure (Catégorie : Poésie)
1978 - Paul Perreault, Quarante ans (Catégorie : Roman)
---
1979 - Cécile Hamel, Le temps de vivre (Catégorie : Témoignage et histoire)
1979 - Louis Brien, Poèmes d'amour et d'amitié (Catégorie : Poésie)
1979 - Jeanne-Mance Delisle, Un reel ben beau, ben triste (Catégorie : Théâtre)
---
1980 - Nicole Berthiaume, L'évolution de Rouyn-Noranda - Une agglomération minière pionnière du Québec (Catégorie : Témoignage et histoire)
---
1981 - Cécile Hamel, A travers vents et orages (Catégorie : Témoignage et histoire)
1981 - Michel Lapointe, Envol duel (Catégorie : Poésie)
1981 - Gilles Boucher, Les Chiens de Fritz Sauckel (Catégorie : Ouvrage d'imagination)
---
1982 - non attribué
---
1983 - Yves Charlebois, Mirages (Catégorie : Roman)
1983 - Jean-Guy Châtelain, Les Jeux (Catégorie : Théâtre)
---
1984-1985 - non attribué
---
1986 - Michel Guay, L'étreinte (Catégorie : Essai philosophique)
1986 - Denyse David, Guillochures (Catégorie : Poésie)
1986 - Colette Fink, Chassé-croisé (Catégorie : Roman)
1986 - Paulette Côté, Alexandrine (Catégorie : Théâtre)
1986 - Suzy Vachon, Contes pour enfants (Catégorie : Contes)
---
1987 - Anne-Michèle Lévesque, La coquille (Catégorie : Nouvelle)
1988 - Daniel St-Germain, Les Géants familiers (Catégorie : Roman),
1989 - Margot Lemire, Mon cœur jamais (d) (Catégorie : Poésie)
1990 - Anne-Marie Germain, L'Harricana boucane (Catégorie : Nouvelle)
1991 - Jean-Charles de Valbray (pseud.), La malédiction frappe-t-elle les artistes? La malédiction de l'opale (Catégorie : Roman)
1992 - non attribué
1993 - Philippe Saint-Luc (pseud.), La bête, le bonheur et le béton (Catégorie : Nouvelle)
1994 - Paul Ouellet, Le blues du chat borgne - Bébé Béluga - La chanson trop longue (Catégorie : Chanson)
1995 - Michel St-Denis, Il fait rouge (Catégorie : Nouvelle)
1996 - Gilles Lemieux, Le vent du pardon (Quand le hamsin souffle parmi les étoiles) (Catégorie : Roman)
1997 - Daniel Saint-Germain, Au bord d'un banc du bar du Bar Barrab (Catégorie : Nouvelle)
1998 - Gilles Massicotte, Liberté défendue (Catégorie : Roman historique)
1999 - Michel St-Denis, Le secret des brumes (Catégorie : Roman jeunesse)
2000 - Dorothée Banville-Cormier, Aurore Boréale (Catégorie : Nouvelle)
2001 - André-Guy Bernier, Comme plume au vent... (Catégorie : Poésie)
2002 - Jean-Pierre Robichaud, Les coureurs d'aventures (Catégorie : Roman)
2003 - Élizabeth Carle, La petite poupée qui aimait le froid, Poule-Poulette, L’homme à la mallette (Catégorie : Nouvelle)
2004 - Jaquy Lamps, Cassandre au pays de l’or bleu (Catégorie : Théâtre)
2005 - Bruno Crépeault, La peur de vivre (Catégorie : Roman)
2006 - Bruno Crépeault, Le roi du sandwich et La racine du vertige (Catégorie : Nouvelle)
2007 - Marta Sáenz de la Calzada, Laisse-moi te haïr (Catégorie : Poésie)
2008 - Daniel Gagnon, Le météorite du Montreuil, extrait de Contes du pays bonsaï (Catégorie : Contes)
2009 - Jaquy Lamps, Sega na leqa/Pas de soucis (Catégorie : Le récit de voyage)
2010 - Lucie Mayrand, La bucheronne à son père (Catégorie : Novella)
2011 - Stéphane Laroche, L'histoire d'Antoine (Catégorie : Roman)
2012 - Virginia Pésémapéo Bordeleau, Le crabe noir (Catégorie : Poésie)
2013 - Lucie Verret, Mégane, c'est un pissenlit! (Catégorie : Roman)
2014 - Aline Ste-Marie, Le ballon du hasard (Catégorie : Nouvelle)
2015 - Mathilde Boucher-Hudon, Une jeune Violoniste (Catégorie : Roman jeunesse)
2016 - Madame Cathy Pomerleau, Froid (ou le journal d'une coincée) (Catégorie : Roman jeunesse)
2017 - Bruno Crépeault, Pétrole (Catégorie : Chanson)
2018 - Benjamin Turcotte, Puis il y eut Léa (Catégorie : Nouvelle)
2019 - Denis Paquet, Natures modifiées (Catégorie : Recueil de haïkus)
2020 - non attribué
2021 - Jean-Lou David, Les fours (Catégorie : Contes)
2022 - Diane Le Pargneux, J'ai pris l'autobus (Catégorie : Libre avec contrainte)
2023 - Gabrielle Demers, finem mundi (fin du monde) (Catégorie : Libre avec contrainte)
2024 - Annick Fluet, Promenade inopinée (Catégorie : Libre avec contrainte)